# Partido Republicano Portugués
El Partido Republicano Portugués (PRP) fue el partido que propuso y dirigió el paso de la monarquía constitucional a la república en Portugal. Se creó el 26 de marzo de 1876 y se disolvió el 30 de octubre de 1911, dejando paso al Partido Democrático.

## Origen
El Partido Republicano Portugués fue fundando por un grupo de amigos descontentos con el sistema político portugués y animados con los recientes triunfos republicanos en España (1873) y en Francia (1876). En común, todos ellos tenían una inquietud intelectual, una influencia de los septembristas y, sobre todo, tenían el deseo de convertir Portugal en una república, es decir, además de alterar el régimen, querían liberarlo de la pequeña oligarquía de los dos partidos que controlaban el poder y el Estado y permitir a todos los ciudadanos los mismos derechos de participación pública.
El 3 de abril de 1870 se eligió un Directorio Republicano Democrático, que puede considerarse el embrión de Partido Republicano. Sin embargo, el partido no fue creado legalmente hasta el 25 de marzo de 1876 con el consentimiento del rey Luis I. Poco después, el 3 de abril se eligió la primera dirección compuesta por António de Oliveira Marreca, José Maria Latino Coelho, José Elias Garcia y Zófimo Consiglieri Pedroso.
En noviembre de 1878, se eligió el primer diputado republicano por Oporto, José Joaquim Rodrigues de Freitas, que ya había sido diputado entre 1870 y 1874 por el Partido Histórico. Un año después, en 1879, se eligió una nueva dirección compuesta por los anteriormente mencionados así como Francisco Maria de Sousa Brandão, Bernardino Pereira Pinheiro y Eduardo Maia.
Hasta 1890, fecha del ultimátum, el partido tuvo poco respaldo electoral y nunca consiguió tener más de dos diputados. En las elecciones de 1884, fueron elegidos Elias Garcia y Consiglieri Pedroso por Lisboa, que se mantendrían en las elecciones de 1887 y mantendrían el escaño hasta 1889.

## Del ultimátum a la república
En las elecciones de 1890, ocurridas dos meses después del ultimátum se produjeron violentos incidentes y fueron elegidos tres diputados republicanos José Elias Garcia, José Maria Latino Coelho y Manuel de Arriaga. Al año siguiente, y entre tensiones dentro del partido, se celebra el I congreso en Oporto entre los días 5 y 7 de enero que supondría la aprobación del primer programa, que fue publicado el 11 de enero.
Poco después, estalló la revuelta del 31 de enero de 1891 en Oporto. Esta revuelta, de cariz republicano y la subsiguiente represión no impidieron que fueran elegidos cuatro diputados en las elecciones de 1892: Jacinto Nunes por Lisboa, José Joaquim Rodrigues de Freitas por Oporto, Francisco Teixeira de Queirós por Santiago do Cacém y João Chagas por acumulación de votos.
En junio de 1893 se celebró en Badajoz una reunión de republicanos españoles y portugueses. En 1895 se realizó el VI congreso republicano en Lisboa, aunque la policía lo impidió. En secreto, se elige la nueva dirección con Eduardo de Abreu, Jacinto Nunes, Sebastião de Magalhães Lima y Gomes da Silva. Además, Joaquim Martins de Carvalho, director del diario O Conimbricense se adhirió al partido.
En 1900, y tras no haber conseguido diputado en las elecciones de 1897, el partido republicano vuelve al parlamento con Afonso Costa, que es elegido por Angola, Alexandre Braga, António José de Almeida y João Meneses. En las elecciones de 1908, las últimas legislativas de la monarquía fueron elegidos, además de los anteriores, Estêvão Vasconcelos, José Maria de Moura Barata y Manuel de Brito Camacho. En las elecciones del 28 de agosto de 1910 el partido consiguió un resultado arrasados al elegir diez diputados por Lisboa. El 5 de octubre de ese año, se proclamó la república.

## República
La llegada de la república, fin último del PRP, supuso el final de este. En 1910, João Chagas dimite de la dirección por el nombramiento de José Relvas y Brito Camacho para el gobierno provisional. Además, la ley electoral del 14 de marzo de 1911 no establece el sufragio universal, estandarte del partido.
El 21 de septiembre de ese mismo año, el partido se divide en cuatro tendencias:  democráticos ou radicales, dirigidos por Afonso Costa, unionistas, dirigidos por Brito Camacho, evolucionistas, de António José de Almeida e independentes. El 20 de octubre, Antonio José de Almeida, ministro del Interior, es abucheado en Rossio y abandona el partido.
Finalmente, entre los días 27 y 30 de octubre, se celebra el último congreso del Partido Republicano Portugués que elige una dirección afín a Afonso Costa. A partir de este congreso, el partido pasará a llamarse Partido Democrático.

## Resultados electorales
| Fecha     | Candidato     | Votos        | %            | Diputados    | +/-          | Resultado          |
| --------- | ------------- | ------------ | ------------ | ------------ | ------------ | ------------------ |
| 1878      |               |              |              | 1/137        |              | Oposición          |
| 1879      |               |              |              | 1/137        | Sin cambios  | Oposición          |
| 1881      |               |              |              | 1/137        | Sin cambios  | Oposición          |
| 1881      |               |              |              | 2/151        | 1            | Oposición          |
| 1887      |               |              |              | 2/152        | Sin cambios  | Oposición          |
| 1889      |               |              |              | 2/152        | Sin cambios  | Oposición          |
| 1890      |               |              |              | 4/152        | 2            | Oposición          |
| 1892      |               |              |              | 4/152        | Sin cambios  | Oposición          |
| 1894      |               |              |              | 2/152        | 2            | Oposición          |
| 1895      | No participó  | No participó | No participó | No participó | No participó | No participó       |
| 1897      | No participó  | No participó | No participó | No participó | No participó | No participó       |
| 1899      |               |              |              | 3/138        |              | Oposición          |
| 1900      |               |              |              | 0/138        | 3            | Extraparlamentario |
| 1901      |               |              |              | 0/148        |              | Extraparlamentario |
| 1904      | No participó  | No participó | No participó | No participó | No participó | No participó       |
| 1905      |               |              |              | 0/148        |              | Extraparlamentario |
| Abr.-1906 |               |              |              | 1/148        | 1            | Oposición          |
| Ago.-1906 |               |              |              | 4/148        | 3            | Oposición          |
| 1908      | Afonso Costa  |              | 5%           | 7/157        | 3            | Oposición          |
| 1910      | Afonso Costa  | 54.000 (#3)  | 9%           | 14/155       | 7            | Oposición          |
| 1911      | Teófilo Braga | 210.000 (#1) | 84%          | 229/234      | 215          | Mayoría absoluta   |